# Tetrapedia diversipes
Tetrapedia diversipes är en biart som beskrevs av Johann Christoph Friedrich Klug 1810. Tetrapedia diversipes ingår i släktet Tetrapedia och familjen långtungebin. Inga underarter finns listade i Catalogue of Life.